# عمرو فهمي
عمرو مصطفى مراد فهمي كان مدير كرة قدم مصري شغل منصب الأمين العام للاتحاد الأفريقي لكرة القدم من 2017 إلى 2019.
عمل في شركة لاجاريدر للرياضة والترفيه ومقرها فرنسا كمدير للعمليات في إفريقيا. عمل عمرو فهمي أيضًا في قسم مسابقات الاتحاد الافريقي لكرة القدم بين عامي 2007 و 2015، ولا سيما منصب مدير كأس الأمم الأفريقية 2015 في غينيا الاستوائية. في مارس 2019، أرسل عمرو وثائق إلى لجنة أخلاقيات الفيفا يتهم فيها رئيس الاتحاد الافريقي لكرة القدم أحمد أحمد بالفساد والرشوة والتحرش الجنسي. في 3 ديسمبر 2019، أعلن عمرو فهمي أنه سيترشح لإنتخابات رئيس الاتحاد الإفريقي لكرة القدم المقبلة عام 2021.
عُرف عمرو فهمي بأنه أحد مؤسسي رابطة ألتراس أهلاوي، أكبر مجموعة مشجعين لنادي كرة القدم المصري الأهلي .توفي في 23 فبراير 2020 عن عمر يناهز 36 عامًا بعد صراع مع مرض السرطان.

## وظيفة مبكرة
ولد في محافظة القاهرة، وهو نجل مصطفى فهمي، الذي شغل منصب الأمين العام السابق للاتحاد الأفريقي لكرة القدم من عام 1982 حتى 2010 قبل انضمام عمرو إلى الفيفا كمدير للمسابقات. و كذالك مراد الذي يعد جد عمرو فهمي كان أحد الأعضاء المؤسسين للاتحاد الأفريقي لكرة القدم، وشغل منصب الأمين العام من 1961 إلى 1982. وقبل انضمام عمرو إلى الاتحاد الافريقي لكرة القدم حضر درجة الماجستير في الإدارة والقانون والعلوم الإنسانية للرياضة.
اشتهر عمرو بأنه أحد مؤسسي ألتراس أهلاوي، مجموعة المشجعين الرئيسية للنادي الأهلي في القاهرة. وبعد وفاته رفع أعضاء ألتراس أهلاوي الأعلام واللافتات في الاستاد اثناء مباراة الفريق بدوري أبطال أفريقيا ضد صن داونز. كما رفع مشجعوا ريد ستار بلغراد وإس سي فرايبورغ لافتات تظهر التقدير والاحترام لـ عمرو .

## إقالته
في مارس 2019، أقال الاتحاد الإفريقي لكرة القدم عمرو من منصبه بعد أن وجه اتهامات بالفساد لرئيس المنظمة أحمد أحمد. حيث اتهمه عمرو بالرشاوى وإساءة استخدام اموال الاتحاد، فضلاً عن مضايقة موظفات الاتحاد الافريقي لكرة القدم. أرسل فهمي وثائق إلى لجنة أخلاقيات الفيفا زاعم فيها أن أحمد أحمد امره بدفع رشاوى قدرها 20 ألف دولار لرؤساء اتحادات كرة القدم الأفريقية. كما اتهم في الوثائق أحمد أحمد بـ إنفاق 830 ألف دولار عن طريق طلب بعض المعدات من شركة وسيطة فرنسية تسمي Tactical Steel. في 7 يونيو 2019، ألقت السلطات الفرنسية القبض على أحمد أحمد واستجوابه فيما يتعلق بالتحقيقات في عقد الاتحاد الافريقي لكرة القدم مع الشركة الفرنسية Tactical Steel. وتم اطلاق سراحه بعد يوم دون توجيه اي تهم إليه. وأُدين أحمد أحمد لاحقًا لخرقه أربع قواعد اخري من لائحة أخلاقيات المنظمة، بما في ذلك إساءة استخدام المنصب واختلاس الأموال والقواعد المتعلقة بتقديم الهدايا وقبولها، ومنعه الفيفا لمدة خمس سنوات.